# 하남신
하남신(河南臣, 1956년 6월 20일 ~ )은 대한민국의 기자, 앵커다. 광주광역시 출신이다.

## 학력
- 1972~1975 중앙고등학교
- 1975~1979 고려대학교

## 경력
- 1981 ~ 1993 MBC 보도본부 기자
- 1994 ~ 2003 SBS 보도본부 기자
- 1995 ~ 1997 SBS 보도본부 워싱턴특파원
- 1997 ~ 1998 SBS 보도본부 국제부 부장 직무대행
- 1998 SBS 보도본부 국제CP
- SBS 보도본부 선거방송기획단장
- 1998 ~ 2000 SBS 보도본부 전국부장
- 2000 ~ 2001 SBS 보도본부 정치부장
- 2001 ~ 2003 SBS 보도본부 사회1부장
- 2003 ~ 2004 SBS 보도본부 정치부장
- 2004 ~ 2005 SBS 논설위원실 논설위원
- 2005 SBS 남북교류협력단장, 논설위원
- 2005 ~ 2012 SBS 논설위원실 논설위원
- 2012 ~ 2014 SBS 논설위원실장
- 2014.06 ~ 2017.06 방송통신심의위원회 심의위원
- 2021.12 ~ 2022.01: 국민의힘 살리는 선거대책위원회 중앙선거대책위원회 공보단 언론자문위원회 부위원장
- 2022.01 ~ 2022.03: 국민의힘 제20대 대통령 선거 선거대책본부 공보단 언론자문위원회 부위원장
- 한국언론인연합회 운영자문위원

## 방송작
- 2004년 10월 18일 ~ 2005년 2월 12일 SBS 러브FM 하남신의 SBS 전망대
- 2005~2008 SBS 러브FM SBS 뉴스레이더
- 2009~2010 SBS 러브FM SBS 라디오 8 뉴스
- 2012~2013 SBS 나이트라인